# Ram Narayan
Ram Narayan (hindski: राम नारायण; IAST: Rām Nārāyaṇ) (Udaipur, 25. prosinca 1927. – Bandra, 9. studenoga 2024.), često nazivan i Pandit, prema svojoj tituli, bio je indijski glazbenik koji je popularizirao gudački instrument sarangi kao koncertni solo instrument u hindustanskoj klasičnoj glazbi i postao prvi međunarodno poznat izvođač sarangi.

## Životopis
Rodio se u Udaipuru i naučio svirati sarangi već u djetinjstvu. Kao tinejdžer radio je kao učitelj glazbe i putujući glazbenik. Godine 1944., All India Radio u Lahoreu zaposlio je Narayana kao pratnju vokalistima. Preselio se u Delhi nakon podjele Indije u 1947. godine, ali željan napretka i frustriran svojom pratećom ulogom, 1949. preselio se u Mumbai na posao u Cinema of India.
Nakon neuspjelog pokušaja 1954. godine, Narayan je postao solo umjetnik 1956. godine, i nakon toga je podučavao indijske i strane učenike i izvodio, često izvan Indije, u 2000-ima godinama. Godine 2005. nagrađen je drugim najvećim indijskim civilnim odlikovanjem, Padmom Vibhushan.

## Vanjske poveznice
|  | Zajednički poslužitelj ima stranicu o temi Ram Narayan |

- Službena stranica  Arhivirana inačica izvorne stranice od 23. kolovoza 2009. (Wayback Machine)